# Bucculatrix separabilis
Bucculatrix separabilis är en fjärilsart som beskrevs av Braun 1963. Bucculatrix separabilis ingår i släktet Bucculatrix och familjen kronmalar. Inga underarter finns listade i Catalogue of Life.